# Вокзальна (станція метро, Мінськ)
53°53′23″ пн. ш. 27°32′49″ сх. д. / 53.88972° пн. ш. 27.54694° сх. д.
Вокза́льна (біл. Вакзальная) — станція Зеленолузької лінії Мінського метрополітену.

## Історія
Станція урочисто відкрита 6 листопада 2020 року в складі дільниці «Ковальська Слобода» — «Ювілейна площа», для обслуговування пасажирів відкрита з 7 листопада 2020 року.

## Технічна характеристика
Конструкція станції — колонна трипрогінна мілкого закладення (глибина закладення — 12 м) типу горизонтальний ліфт з однією острівною платформою.  

## Розташування та вестибюлі
Розташована біля залізничного вокзалу станції Мінськ-Пасажирський та автовокзалу «Центральний». Станція має один наземний вестибюль на розі вулиць Дружньої та Вокзальної. Вестибюль виконаний у зелених кольорах.

## Пересадка
Перехід з «Вокзальної» на пересадну станцію «Площа Леніна» розташований неподалік від кінця платформи у вигляді спуску під неї чотирьох ескалаторів і пішохідних тунелів під станцією. Тунелі переходу забезпечені траволаторами — горизонтальними доріжками, що рухаються зі швидкістю 5-7 км/год і прискорюють рух. Пасажири можуть йти по переходу як пішки так і за допомогою траволатора. У торці станції встановлено ліфт.

## Оздоблення

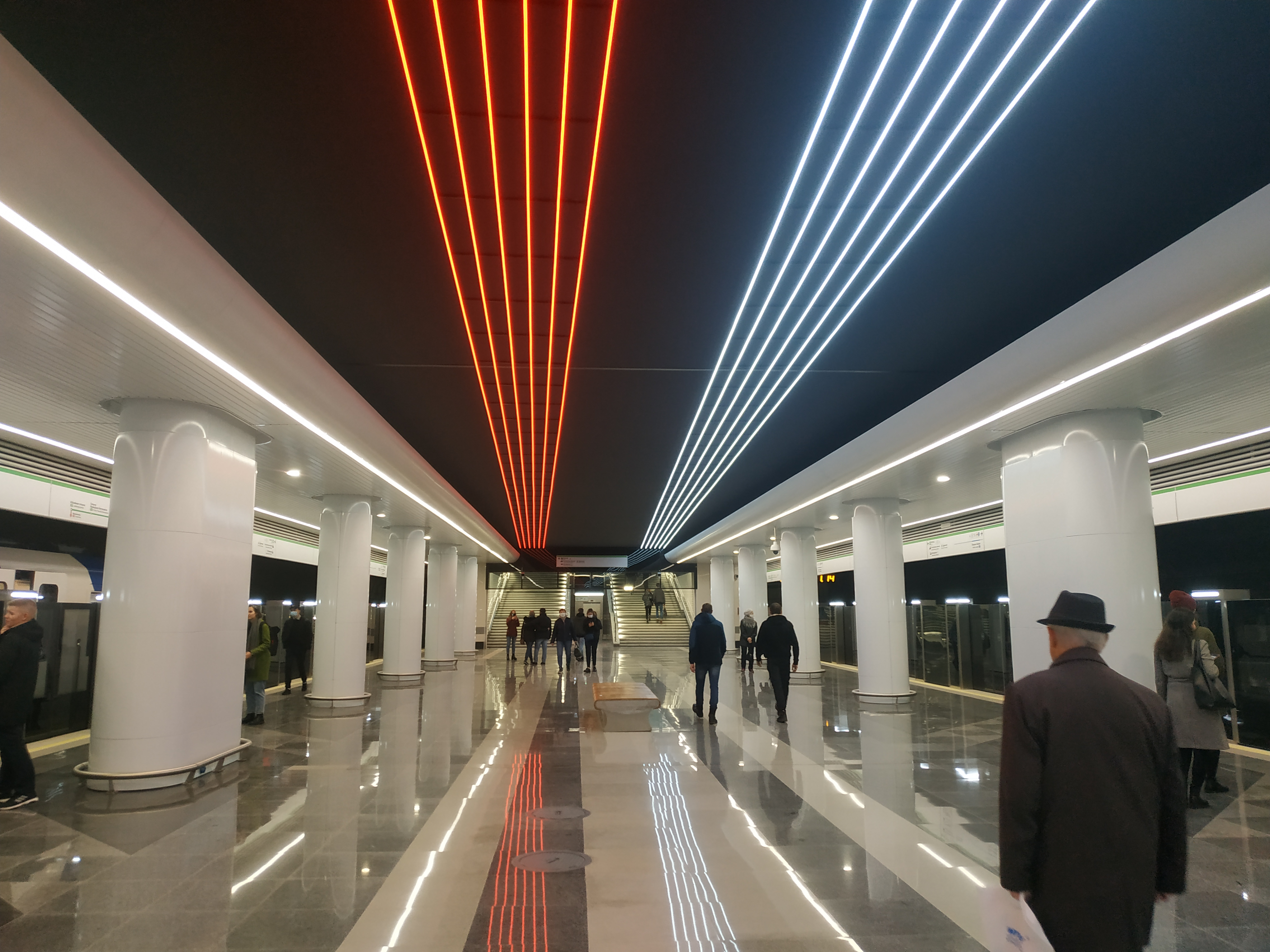
Інтер'єр станції «Вокзальна»

Головна тема станції — подорожі. Інтер'єр виконано у чорно-біло-червоній кольоровій гамі. Колони і стеля по краях станції мають білий колір, стеля по центру — чорний, а підлога — сірий і чорний. Освітлення станції виконано у вигляді білих поздовжніх світлових ліній з боків від колон, а також діагональних ліній в центральній частині, що утворюють біло-червону стрілу, і концентричних білих кіл в торці залу з боку, протилежної входу. Всі ці лінії символізують дороги, тому що поруч знаходиться вокзал. На станції «Вокзальна» поруч із стельовими колами встановлена скульптура «Древо доріг» скульптора Олександра Шаппо.